# Egesina malaccensis
Egesina malaccensis là một loài bọ cánh cứng trong họ Cerambycidae.